# جايسون لويس (مستكشف)
جايسون لويس (بالإنجليزية: Jason Lewis)‏ هو مستكشف بريطاني، ولد في 13 سبتمبر 1967 في Catterick, North Yorkshire ‏ في المملكة المتحدة.